# Lycaena maui
Lycaena maui är en fjärilsart som beskrevs av Richard William Fereday 1877. Lycaena maui ingår i släktet Lycaena och familjen juvelvingar. Inga underarter finns listade i Catalogue of Life.